# Argyresthia impura
Argyresthia impura is een vlinder uit de familie pedaalmotten (Argyrethiidae). De wetenschappelijke naam is voor het eerst geldig gepubliceerd in 1880 door Otto Staudinger.
De soort komt voor in Europa.